# Eparchia di Vorkuta

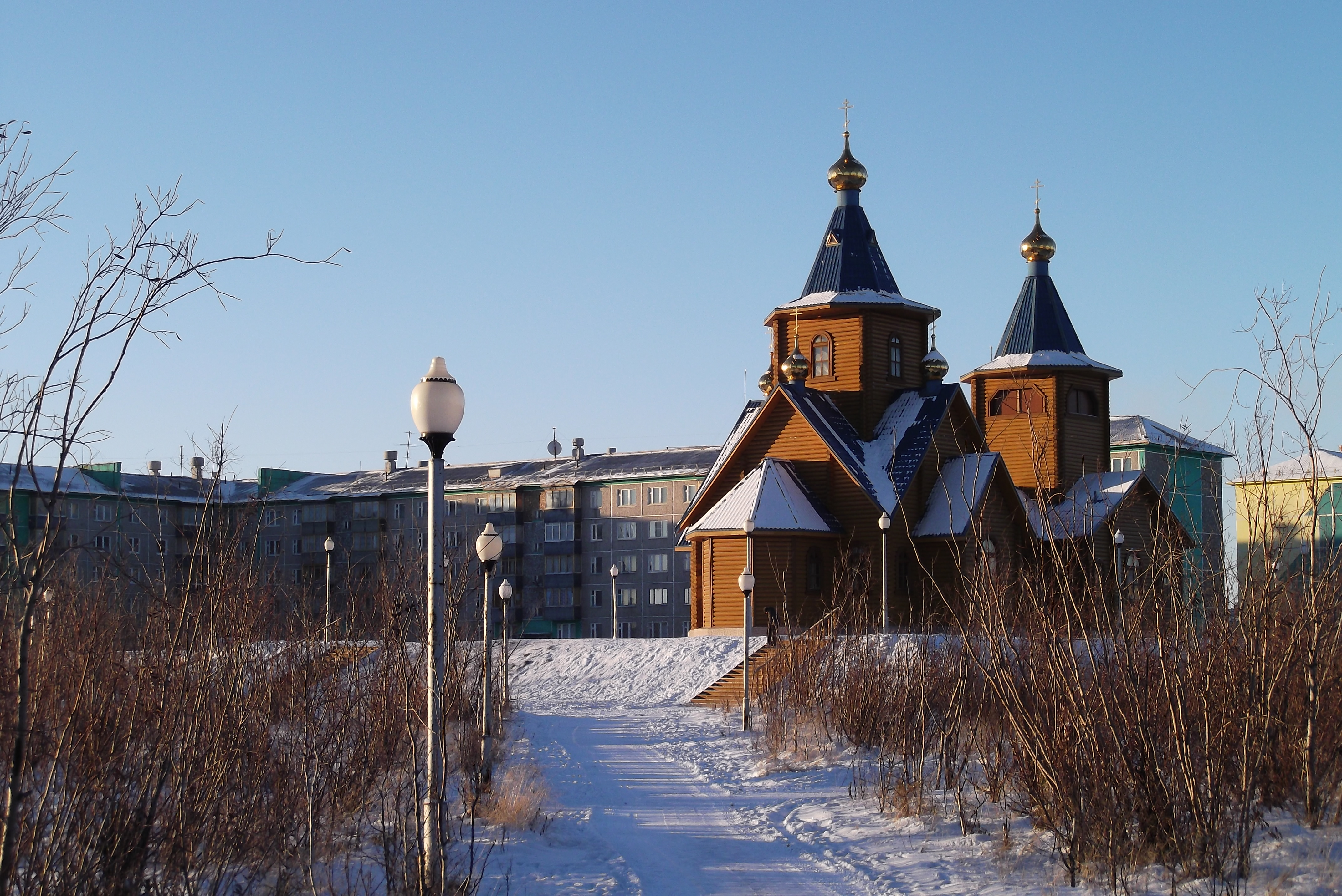
La cattedrale dell'Icona della Madre di Dio di Vorkuta.

L'eparchia di Vorkuta (in russo Воркутинская епархия?) è una diocesi della Chiesa ortodossa russa.

## Territorio
L'eparchia comprende parte della repubblica dei Komi nel circondario federale nordoccidentale, e precisamente: le città di Vorkuta, Vuktyl, Inta e Usinsk, e i rajon Ižemskij, Pečora e Ust'-Cilemskij.
Sede eparchiale è la città di Vorkuta, dove si trova la cattedrale dell'Icona della Madre di Dio.
L'eparca ha il titolo ufficiale di «eparca di Vladikavkaz e Usinsk».

## Storia
L'eparchia è stata eretta dal Santo Sinodo della Chiesa ortodossa russa il 16 aprile 2016, ricavandone il territorio dall'eparchia di Syktyvkar.
Il 24 luglio 2025 è entrata a far parte della metropolia di Syktyvkar.

## Vescovi
- Giovanni Rudenko (24 aprile 2016 - 28 dicembre 2017)
- Marco Davletov, dall'8 gennaio 2018